# Ojcze nasz. Krew z krwi
Ojcze nasz. Krew z krwi (oryg. Padre Nuestro, znany również jako Sangre de Mi Sangre) – argentyńsko-amerykański film dramatyczny z 2007 roku oparty na scenariuszu i reżyserii Christophera Zalli. Wyprodukowany przez amerykańskie studio IFC Films. Zdjęcia kręcono w Nowym Jorku i Tijuanie.
Premiera filmu miała miejsce 22 stycznia 2007 roku podczas Festiwalu Filmowego w Sundance. Premiera filmu odbyła się 5 października 2007 roku w Hiszpanii, 29 lutego 2008 w Meksyku, 14 maja w Stanach Zjednoczonych oraz 12 czerwca 2009 w Polsce.

## Opis fabuły
Pedro (Jorge Adrián Espíndola) i Juan (Armando Hernández) spotykają się w ciężarówce wiozącej meksykańskich imigrantów do Nowego Jorku w poszukiwaniu lepszego życia. Pedro opowiada nowemu znajomemu, że jedzie na pierwsze spotkanie ze swoim ojcem, Diego (Jesús Ochoa), bogatym restauratorem, którego dotąd nie widział. Rano ląduje okradziony na ulicy. Nie zna języka, nie ma pieniędzy i listu, który wręczyła mu matka.
Snując się bezradnie po Nowym Jorku, spotyka Magdę (Paola Mendoza), która łapie się wszelkich sposobów, by zarobić pieniądze. Pedro opowiada jej swoją historię i obiecuje pieniądze w zamian za pomoc. Tymczasem Juan zjawia się u Diego z listem, twierdząc, że jest jego synem. Diego wygania go i każe zniknąć z jego życia. Jednak z czasem rodzi się w nim głęboko uśpiona, ojcowska miłość.

## Obsada
- Jesús Ochoa jako Diego
- Armando Hernández jako Juan
- Jorge Adrián Espíndola jako Pedro
- Paola Mendoza jako Magda
- Eugenio Derbez jako Anibal
- Scott Glascock jako John
- Lev Gorn jako gładko ogolony mężczyzna

i inni